# China Satellite Communications
A China Satellite Communications Co. Ltd. (China Satcom) foi uma das seis principais operadoras de telecomunicações básicas da China. Com sede em Pequim, a principal atividade da empresa abrangia a operação de satélites e na prestação de serviços de comunicações móveis, internet e serviços de rede.
A China Satcom em 2008 juntamente com a Sino Satellite Communications Company e a China Orient Telecommunications Satellite Company se fundiram para formar uma única operada de satélite, a China Direct Broadcast Satellite Company (China DBSAT).

## Satélites

### Satélites operados pela empresa
| Satélite    | Fabricante           | Data do lançamento     | Veículo de lançamento | Estado  | Nota                                                                     |
| ----------- | -------------------- | ---------------------- | --------------------- | ------- | ------------------------------------------------------------------------ |
| Chinasat 5A | Lockheed Martin      | 30 de maio de 1998     | Longa Marcha 3B       | Ativo   | Também conhecido por Zhongwei 1, ChinaStar 1 e ZX-5A                     |
| Chinasat 5C | CAST                 | 31 de maio de 2007     | Longa Marcha 3A       | Ativo   | Também conhecido por Sinosat 3, Xinnuo 3, ZX-5C e Eutelsat 3A            |
| Chinasat 5D | Hughes               | 3 de julho de 1996     | Longa Marcha 3        | Inativo | Também conhecido por APStar 1A e ZX-5D                                   |
| Chinasat 5E | Hughes               | 21 de julho de 1994    | Longa Marcha 3        | Inativo | Também conhecido por APStar 1 e ZX-5E                                    |
| Chinasat 6A | CAST                 | 4 de setembro de 2010  | Longa Marcha 3B/G2    | Ativo   | Também conhecido por Sinosat 6, Xinnuo 6 e ZX-6A                         |
| Chinasat 6B | Alcatel Alenia Space | 5 de julho de 2007     | Longa Marcha 3B       | Ativo   | Também conhecido por ZX-6B                                               |
| Chinasat 9  | Alcatel Space        | 9 de julho de 2008     | Longa Marcha 3B       | Ativo   | Também conhecido por ZX-9                                                |
| Chinasat 10 | CAST                 | 20 de junho de 2011    | Longa Marcha 3B/G2    | Ativo   | Também conhecido por Sinosat 5, Xinnuo 5 e ZX-10                         |
| Chinasat 11 | CAST                 | 1 de maio de 2013      | Longa Marcha 3B/G2    | Ativo   | Também conhecido por ZX-11                                               |
| Chinasat 12 | Thales Alenia Space  | 27 de novembro de 2012 | Longa Marcha 3B/G2    | Ativo   | Também conhecido por APStar 7B, ZX-12, SupremeSat 1, Thalsat 5P e ZX-12A |
| Apstar 5    | Space Systems/Loral  | 29 de junho de 2004    | Zenit-3SL             | Ativo   | Também conhecido por Telstar 18                                          |
| Apstar 6    | Alcatel Space        | 12 de abril de 2005    | Longa Marcha 3B       | Ativo   | [ 13 ]                                                                   |
| Apstar 7    | Thales Alenia Space  | 31 de março de 2012    | Longa Marcha 3B/G2    | Ativo   | [ 14 ]                                                                   |

### Satélites planejados pela empresa
| Satélite    | Fabricante | Data prevista do lançamento | Veículo de lançamento | Estado        | Nota                                             |
| ----------- | ---------- | --------------------------- | --------------------- | ------------- | ------------------------------------------------ |
| Chinasat 9A | CAST       | Planejado para 2015         | Longa Marcha 3B       | Em construção | Também conhecido por Sinosat 4, Xinnuo 4 e ZX-9A |
| Chinasat 15 | CAST       | Planejado para 2016         | Longa Marcha 3B/E     | Em construção | [ 17 ] [ 16 ]                                    |
| Chinasat 16 | CAST       | Planejado para 2017         | Longa Marcha 3B/E     | Em construção | [ 16 ]                                           |
| Chinasat M  | CAST       | Planejado para 2015         | Longa Marcha 3B/E     | Em construção | Também conhecido por Zhongxing M e ZX-M          |